# Maria Ana de Bourbon
Maria Ana de Bourbon (em francês: Marie-Anne de Bourbon; Castelo de Vincennes, 2 de outubro de 1666 – Paris, 3 de maio de 1739) foi uma filha ilegítima do rei francês Luís XIV e de Louise de La Vallière. Aos treze anos casou-se com Luís Armando I, Príncipe de Conti, e foi famosa por sua beleza, que manteve ao longo dos anos.

## Biografia

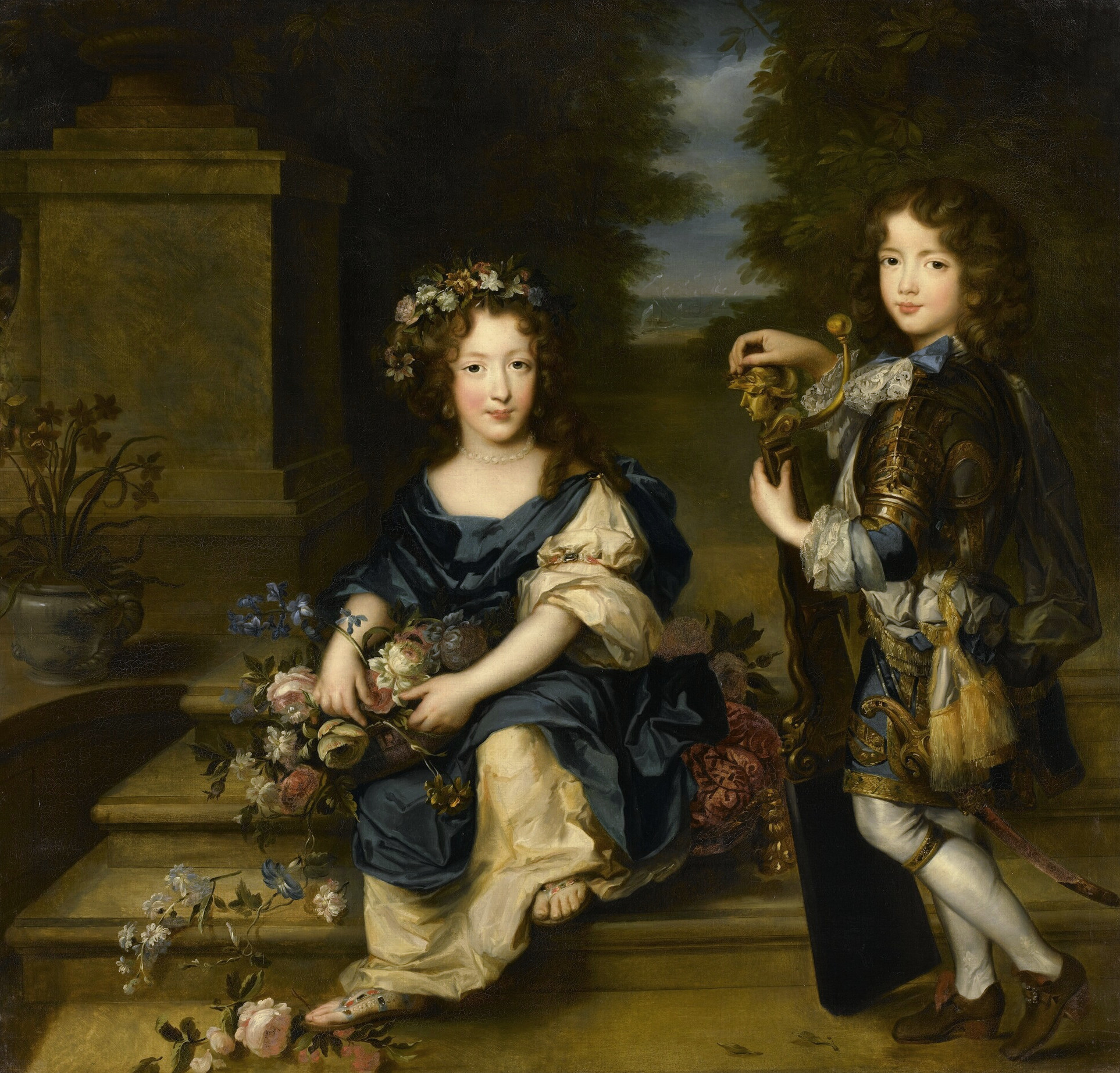
Maria Ana e seu irmão Luís de Bourbon
Por Louis-Édouard Rioult

Nasceu secretamente, mas se converteu na filha favorita do rei. Durante sua infância esteve aos cuidados de Madame Colbert, esposa de Jean-Baptiste Colbert, e ao nascer seu irmão, Luis, foram educados juntos.
Em 14 de maio de 1667, antes de completar um ano de vida seu pai a legitimou e à sua mãe foi entregue o título de Duquesa de La Vallière e Vaujours. Durante a sua juventude, Maria Ana seria conhecida como "Mademoiselle de Blois".
Em 16 de janeiro de 1680, ela se casou com Luís Armando I, Príncipe de Conti, na Capela do castelo de Saint-Germain-en-Laye. Este foi o primeiro matrimônio entre um Príncipe de Sangue e um bastardo real. Da união não nasceria nenhum filho.
Em 1683, a Princesa de Conti, perdeu seu irmão na Flandres, depois de um escandaloso episódio com o amante de seu tio o cavaleiro de Lorena,  e se viu profundamente afetada. Dois anos depois seu marido e ela contraíram varíola, Conti não resistiu e morreu, desde este momento a princesa foi chamada de "Madame, a Princesa Viúva".
Durante anos, Maria Ana foi uma das mulheres mais importantes da Corte do rei-Sol por ser a esposa, e logo viúva, de um príncipe de Sangue, mas o fato de sua meia-irmã – também bastarda - Luisa Francisca de Bourbon ter se casado com Luís III de Bourbon-Condé, o duque de Bourbon, pertencente ao ramo dos Príncipes de Condé, dava a esta maior classe e provocaria conflito entre elas. O mesmo ocorreu quando outra das bastardas do rei, Francisca Maria de Bourbon, se casou com o Duque de Chartres, sobrinho do rei, pois isto deu à Francisca ainda mais importância que suas outras irmãs. As irmãs jamais voltariam a ser próximas devido a estas disputas.
Em 1710 com a morte de sua mãe, a Princesa de Conti, se tornou Duquesa de La Vallière por direito e herdou a grande fortuna de sua mãe. Também se encarregou de assegurar um proveitoso casamento para seu sobrinho, Luís Armando II, Príncipe de Conti, que se casou com Luísa Isabel de Bourbon.
Maria Ana de Bourbon morreu por causa de um tumor cerebral aos 72 anos de idade e foi a última filha sobrevivente do Rei-Sol.